# Utérus bicorne
Pour les articles homonymes, voir bicorne.
 Mise en garde médicale
L'utérus bicorne ou hémi-utérus (demi-utérus) ou utérus bifide ou encore hémi-matrice est :
- soit une conformation utérine normale chez certaines espèces : de nombreux mammifères, comme la souris, présentent de manière normale un utérus bifide (ce qui permet le développement simultané de nombreux embryons) ;
- soit une malformation congénitale, de l'utérus, résultant d'un trouble du développement embryonnaire (organogenèse) chez l'humain.

Chez l'espèce humaine, la malformation est caractérisée par la dualité persistante des canaux de Müller, c'est-à-dire un défaut pendant la fusion des canaux entre la 10e et la 13e semaine de gestation :
- 6 à 9 semaines : apparition des canaux de Müller qui rejoignent le sinus urogénital ;
- 10 à 13 semaines : fusion du tiers inférieur des canaux de Müller formant l'ébauche des cavités utérines et vaginales ;
- 14 à 18 semaines : résorption de bas en haut de la cloison médiane séparant les canaux de Müller.

Aussi, suivant le défaut plus ou moins complet de l'accolement des canaux de Müller responsable des utérus bicornes on distingue la présence de un ou deux cols (bicervical avec vagin unique ou perméable avec cloison vaginale sagittale ou unicervical, le plus fréquent).
Plus simplement cette malformation résulte d'une anomalie survenant au cours de l'embryogénèse. L'utérus est fabriqué, dans la vie intra utérine, à partir de deux tubes qui se réunissent progressivement à partir du bas (qui va donner le tiers supérieur du vagin) vers le haut (qui va donner les trompes), ce sera la partie des tubes qui ne se sera pas réunie. Quand ce processus de fusion ne se fait pas complètement, deux cornes s'individualisent et on parle d'utérus bicorne. Quand un des deux « modules » ne s'est pas bien formé, il peut être absent ou borgne. Il peut y avoir deux utérus.
Cette malformation utérine est responsable principalement d'accidents obstétricaux.
Il existe deux classifications des malformations utérines :
- la Classification de Musset (1964) ;
- la classification d'AFS American Fertility Society (1988).

Cependant, en France, la classification de Musset est la plus communément utilisée.

## Prévalence
Les anomalies utérines atteignent environ 2 % de la population.

## Signe clinique

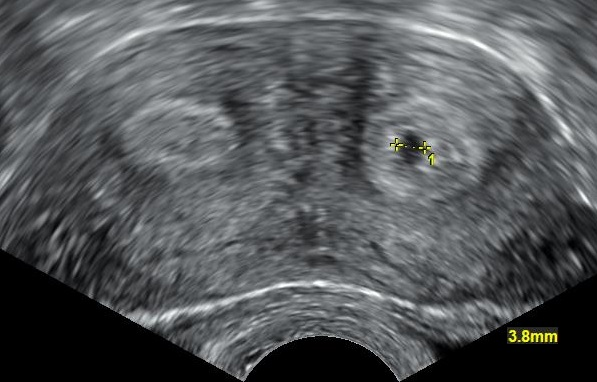
Échographie.

Généralement cette malformation est bien supportée et passe inaperçue. Le diagnostic repose sur les investigations complémentaires (voir examen clinique).
L'utérus bicorne est principalement découvert :
- soit à la suite d'un syndrome douloureux pelvien, de dysménorrhées d'intensité croissante. Ces douleurs s'expliquent par la rétention du sang dans une corne ou dans un utérus normal ;
- soit à la suite d'accident de la reproduction.

Voici les effets de la maladie sur la grossesse, l'accouchement et le post-partum :
- fausse couche tardive ou accouchement prématuré et présentation du siège ou accouchement présentation vicieuse.
La répétition des grossesses permet à chaque hémi utérus de s'étoffer progressivement au fur et à mesure des grossesses successives ce qui fait souhaiter que ces grossesses se produisent au niveau du même hémi utérus.

## Examen clinique
L'examen clinique doit être complété par l'échographie, et selon les cas l'hystérosalpingographie, l'UIV, l'hystéro scopie et la cœlioscopie.
L'échographie utérine est utile à la recherche des causes utérines car celles-ci sont fréquentes et parfois curables. L'échographie, quand elle est orientée, est très performante pour établir un diagnostic différentiel entre utérus cloisonné et bicorne même si l'hystérographie reste la référence dans beaucoup d'autres situations (unicorne, béance, hypoplasie, DES syndrome).

## Utérus bicornes chez les mammifères

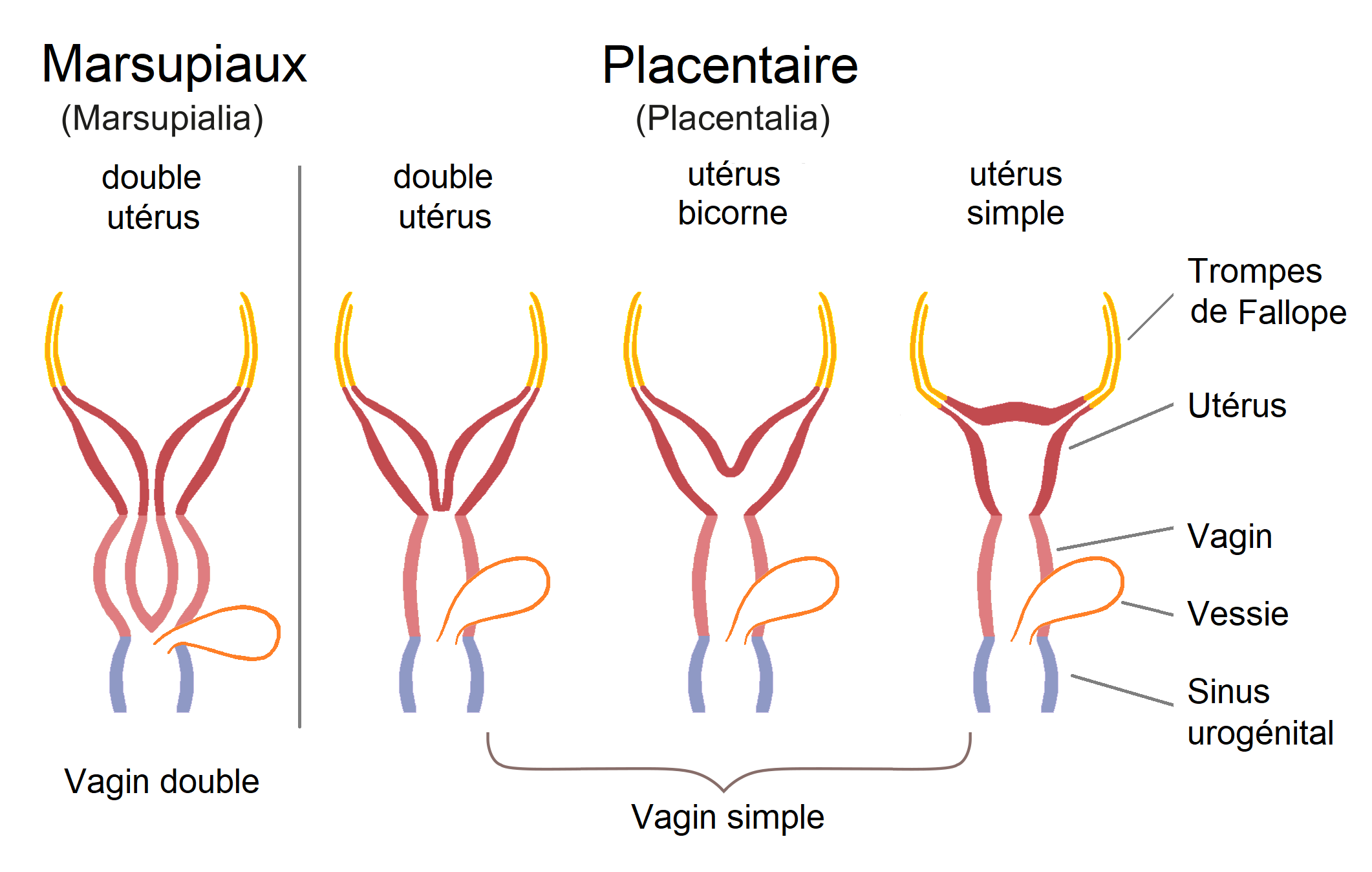

Un double utérus est l'anatomie féminine normale chez de nombreux mammifères. Chez les insectivores, certaines espèces de primates, comme les lémuriens, ainsi que chez les carnivores et les baleines, l'utérus bicorne fait partie des structures saines morphologie.

## Santé et dégénérescence des tissus

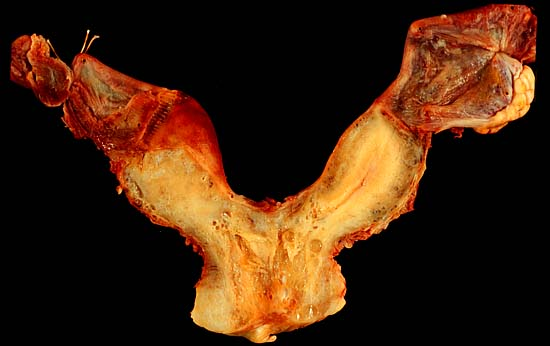
Préparation d'un utérus bicorne après ablation du tumeur ovarienne gauche et hystérectomie ultérieure.

En cas d'utérus bicorne, le risque de cancer n'est pas augmenté. Le cancer de l'endomètre est très rare. Si la présence d'un utérus bicorne n'est pas encore connue et qu'il y a une suspicion clinique de carcinome, qui n'est pas confirmée par l'histologie, l'échographie et l'imagerie par résonance magnétique offrent des possibilités de diagnostic, car la cause peut être une deuxième corne utérine,,,,. Environ 15 % de tous les tumeurs ovariennes et 8 à 10 % des tumeurs ovariennes épithéliales sont des adénomes kystiques mucineux (photo de droite), qui peuvent apparaître même si l'utérus s'est développé normalement.